# Thymochares sambavana
Thymochares sambavana är en insektsart som först beskrevs av Günther, K. 1974.  Thymochares sambavana ingår i släktet Thymochares och familjen torngräshoppor. Inga underarter finns listade i Catalogue of Life.